# Крюков, Анатолий Михайлович
Анатолий Михайлович Крюков (1924—2000) — советский хозяйственный и общественный деятель, Герой Социалистического Труда.

## Биография
Анатолий Михайлович родился 1 октября 1924 г. в селе Троицкое Алтайского края.
В семнадцатилетнем возрасте был призван в армию и после окончания танкового училища — сразу
на фронт. За четкие действия во время проведения боевых операций уже в 1943 году Анатолий Михайлович был награждён орденом Красной Звезды, в этом же году получил орден Отечественной Войны I степени и
медаль «За Отвагу». В 1944 году орденом «Красной Звезды». В 1945 году медалью «За освобождение
Белграда» и орденом «Отечественной войны» 1-й степени.
Трудовую деятельность начал в 1946 году: счетовод машинно-тракторной станции, инструктор, заведующий отделом, секретарь Краюшкинского райкома КПСС, директор совхоза «Светлый Путь» Первомайского района Алтайского края, директор птицефабрики «Комсомольская» Павловского района.
Указом Президиума Верховного Совета СССР от 22 марта 1966 года присвоено звание Героя Социалистического Труда с вручением ордена Ленина и золотой медали «Серп и Молот».
В 1973 году Анатолий Михайлович назначен директором строящейся Комсомольской птицефабрики. Проявив свои организаторские способности, инициативность и ответственность вместе с коллективом добился высоких показателей. В 1981 году был награждён орденом Трудового Красного Знамени, а в 1985 году ему присвоено звание «Заслуженный работник сельского хозяйства РСФСР».
А. М. Крюков вёл активную общественную работу. Он избирался делегатом ХХIII съезда партии, депутатом Верховного Совета СССР, депутатом Алтайского краевого совета народных депутатов. Избирался депутатом Верховного Совета СССР 7-го созыва.
С 1985 года на пенсии.
Умер в Барнауле в 2000 году.

## Награды
1943 г. – орден Красного Знамени, медаль «За отвагу».
1945 г. – орден Великой Отечественной войны I степени, медаль «За освобождение Белграда», медаль «За победу над Германией в Великой Отечественной войны 1941 – 45 гг.».
1957 г. – медаль «За освоение целинных и залежных земель».
1966 г. – звание Героя Социалистического труда, золотая медаль «Серп и молот», орден Ленина.
1971 г. – орден Октябрьской Революции.
1976 г. – серебряная медаль «За достигнутые успехи» в развитии народного хозяйства СССР.
1981 г. – орден Трудового Красного Знамени.
1982 г. – золотая медаль участника ВДНХ СССР.
1985 г. – орден Отечественной войны II степени, медаль «Ветеран труда», звание «Заслуженный работник сельского хозяйства РСФСР».